# Hippolyte (DC Comics)
Pour les articles homonymes, voir Hippolyte.
Hippolyte de Themyscira est un personnage de fiction appartenant à l'univers de DC Comics. Créée par William Moulton Marston, elle apparaît pour la première fois dans All Star Comics #8 en décembre 1941.

## Biographie fictive

### Origines
Hippolyte est la reine des Amazones, une tribu de femmes guerrières vivant sur l'île de Themyscira, également connue sous le nom de Paradise Island. Créée par les dieux grecs, elle est dotée d'une force surhumaine et d'une longue vie, héritant ainsi de l'immortalité. Sous son règne, les Amazones prospèrent, vivant en harmonie et en paix loin du monde des hommes.

### Mère de Wonder Woman
Hippolyte est surtout connue pour être la mère de Wonder Woman, également appelée Diana. Selon les versions, Hippolyte façonne une statue d'argile, auquel les dieux grecs donnent vie, ou bien entretient une liaison secrète avec Zeus, donnant naissance à la fillette. Hippolyte joue un rôle crucial dans l'éducation et la formation de Diana, lui inculquant les valeurs du peuple des Amazones et les compétences nécessaires pour devenir une héroïne vaillante.

### Le Tournoi et l'envoi de Diana dans le monde des hommes
Lorsque le pilote Steve Trevor s'écrase sur Themyscira, Hippolyte organise un tournoi pour déterminer quelle Amazone ramènera Steve dans le monde des hommes et deviendra leur ambassadrice. Bien que réticente à l'idée de voir sa fille quitter l'île, Hippolyte accepte la décision du tournoi, qui voit Diana émerger victorieuse et prendre le rôle de Wonder Woman.

### Régence et conflits
En tant que reine, Hippolyte est souvent confrontée à des menaces extérieures et intérieures. Elle doit défendre Themyscira contre des envahisseurs tels que Arès, le dieu de la guerre, et Héra, la reine de l'Olympe. Elle se montre une stratège habile et une combattante redoutable, capable de protéger son peuple tout en maintenant la paix et la justice.

### Wonder Woman temporaire
À certaines occasions, Hippolyte endosse elle-même le rôle de Wonder Woman, notamment lorsque Diana est indisponible ou a besoin de soutien. Elle rejoint notamment la Justice League et se bat aux côtés de héros tels que Superman et Batman, prouvant sa valeur et son héroïsme.

## Relation avec Diana
La relation entre Hippolyte et Diana, connue sous le nom de Wonder Woman, est au cœur de nombreuses intrigues au fil des décennies. En tant que mère et fille, elles partagent un lien profond et indéfectible, fondé sur l'amour, le respect et la loyauté. Cependant, leurs rôles de reine et de guerrière créent parfois des tensions, surtout lorsque leurs devoirs respectifs entrent en conflit.
Dès son plus jeune âge, Diana est formée par Hippolyte et les autres Amazones pour devenir une guerrière exceptionnelle. Hippolyte, bien que protectrice et aimante, est aussi exigeante, souhaitant préparer sa fille aux dangers du monde extérieur. Ce mélange de tendresse maternelle et de rigueur guerrière façonne le caractère de Diana, lui inculquant des valeurs de courage, de justice et de compassion.
Un événement marquant dans leur relation est le tournoi organisé par Hippolyte pour choisir l'Amazone qui ramènera Steve Trevor dans le monde des hommes et deviendra leur ambassadrice. Malgré ses réticences à voir sa fille quitter l'île, Hippolyte permet à Diana de participer au tournoi. Diana remporte la compétition, gagnant ainsi le droit de devenir Wonder Woman. Cette décision marque un tournant dans leur relation, avec Hippolyte reconnaissant la destinée héroïque de sa fille tout en acceptant la douleur de la séparation.
La mort d'Hippolyte est un des moments les plus tragiques et significatifs dans leur relation. Elle meurt en sacrifiant sa vie pour sauver la Terre-2, durant les évènements de Crisis on Infinite Earths laissant Diana profondément affectée. Son chagrin influence ses actions en tant que Wonder Woman. Plus tard, Hippolyte est ressuscitée par les dieux, un retour qui renforce leur lien et leur permet de se rapprocher encore plus.
Comme toute relation mère-fille, celle entre Hippolyte et Diana est jalonnée de conflits et de réconciliations. En somme, la relation entre Hippolyte et Diana est une représentation complexe et nuancée des liens familiaux, mêlant amour, sacrifice, conflits et réconciliations. Leurs interactions enrichissent non seulement leurs personnages respectifs, mais aussi l'univers de Wonder Woman, en soulignant les thèmes de devoir, de loyauté et de résilience.

## Historique de publication
| Nom           | 1re apparition            | Date de la 1re apparition | Créateurs                       |
| ------------- | ------------------------- | ------------------------- | ------------------------------- |
| Âge d'Or      | All Star Comics #8        | Décembre 1941             | William Moulton Marston         |
| Âge d'Argent  | Wonder Woman (vol. 1) #98 | Mai 1958                  | Robert Kanigher et Ross Andru   |
| Âge de Bronze | Wonder Woman vol. 2 #1    | Février 1987              | George Pérez                    |
| New 52        | Wonder Woman vol. 4 #1    | Septembre 2011            | Brian Azzarello et Cliff Chiang |
| DC Rebirth    | Wonder Woman vol. 5 #1    | Juin 2016                 | Greg Rucka et Liam Sharp        |

## Inspiration mythologique

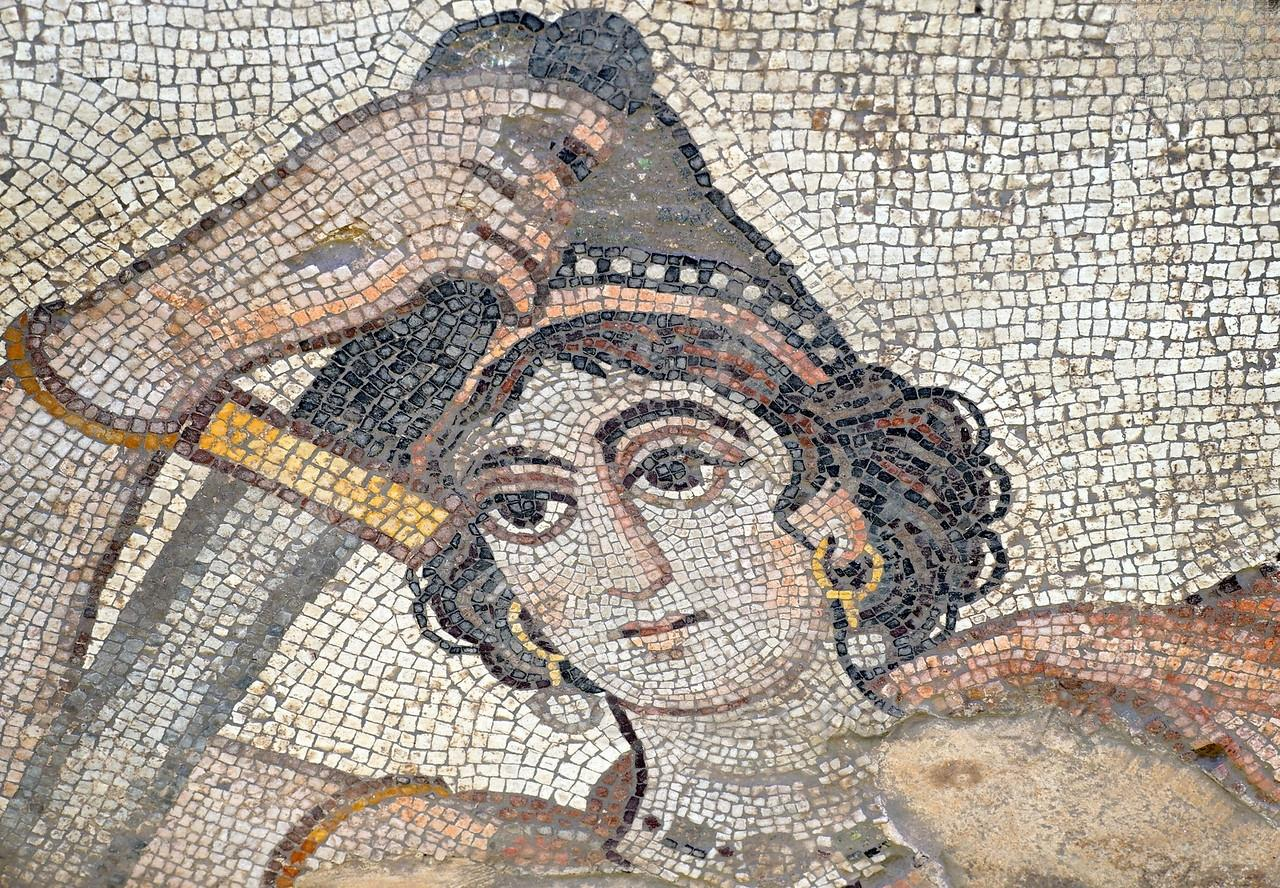
Mosaïque représentant la reine Amazone Hippolyte de la mythologie grecque, dont est directement inspirée l'adaptation de DC Comics.

La version DC comics s'inspire directement de la reine des Amazones de la mythologie grecque du même nom, Hippolyte, fille d'Arès, le dieu de la guerre. Dans la mythologie, Hippolyte est connue pour sa ceinture magique, un symbole de son pouvoir donné par son père, et pour son rôle central dans les récits des héros grecs tels qu'Héraclès et Thésée. Comme son homologue mythologique, la version de DC Comics est une figure de pouvoir et de force, dirigeant les Amazones avec sagesse et courage.
Les similitudes entre les deux versions incluent leur rôle de leader des Amazones, leur lien avec la guerre et leur statut de combattantes redoutables. Dans les deux récits, Hippolyte est souvent représentée comme une figure maternelle et protectrice envers ses guerrières, incarnant les valeurs de courage et de détermination.
Cependant, les récits de DC Comics enrichissent cette figure, à leur manière, en lui donnant des dimensions supplémentaires. Dans les bandes dessinées, Hippolyte crée donc sa propre fille, Diana, à partir d'argile, avec l'aide des dieux grecs, ce qui n'a pas d'équivalent direct dans la mythologie grecque.
En outre, la version de DC Comics de Hippolyte est plus impliquée dans les affaires du monde extérieur. Elle est souvent dépeinte comme une diplomate et une stratège, cherchant à protéger Themyscira tout en interagissant avec le reste du monde. Cela contraste avec la version mythologique, où les Amazones sont généralement représentées comme isolées et en guerre contre les héros grecs.
Ces récits modernes ajoutent également des éléments de résurrection et de réincarnation à son personnage, ce qui n'apparaît pas dans les mythes originaux. Par exemple, après avoir été tuée, Hippolyte est ressuscitée à plusieurs reprises par les dieux ou par des forces magiques, soulignant son rôle durable et résilient dans l'univers DC.
Enfin, dans la mythologie grecque, Hippolyte rencontre souvent une fin tragique, tuée par Héraclès ou Thésée. Dans l'univers DC, bien que Hippolyte ait également connu des morts tragiques, elle revient fréquemment à la vie, symbolisant l'idée de renaissance et de résilience propre à l'univers des super-héros.

## Description
Hippolyte de Themyscira est représentée comme une reine Amazone majestueuse et imposante, dotée d'une force surhumaine et d'une sagesse remarquable. Son apparence physique reflète sa formation martiale et sa dignité royale.

### Costume
Le costume d'Hippolyte est conçu pour symboliser sa royauté et sa préparation au combat. Elle porte une armure élégante et ornée, souvent de couleurs dorées et blanches, représentant à la fois sa puissance et sa position de leader. Sa tiare et ses bracelets emblématiques sont des symboles de son autorité et de sa connexion divine.

### Armes
Hippolyte manie divers armes de mêlée, dont une épée et un bouclier, symbolisant son rôle de protectrice de Themyscira. Ses compétences en combat rapproché sont légendaires, faisant d'elle une adversaire redoutable sur le champ de bataille.

## Apparitions dans d'autres médias

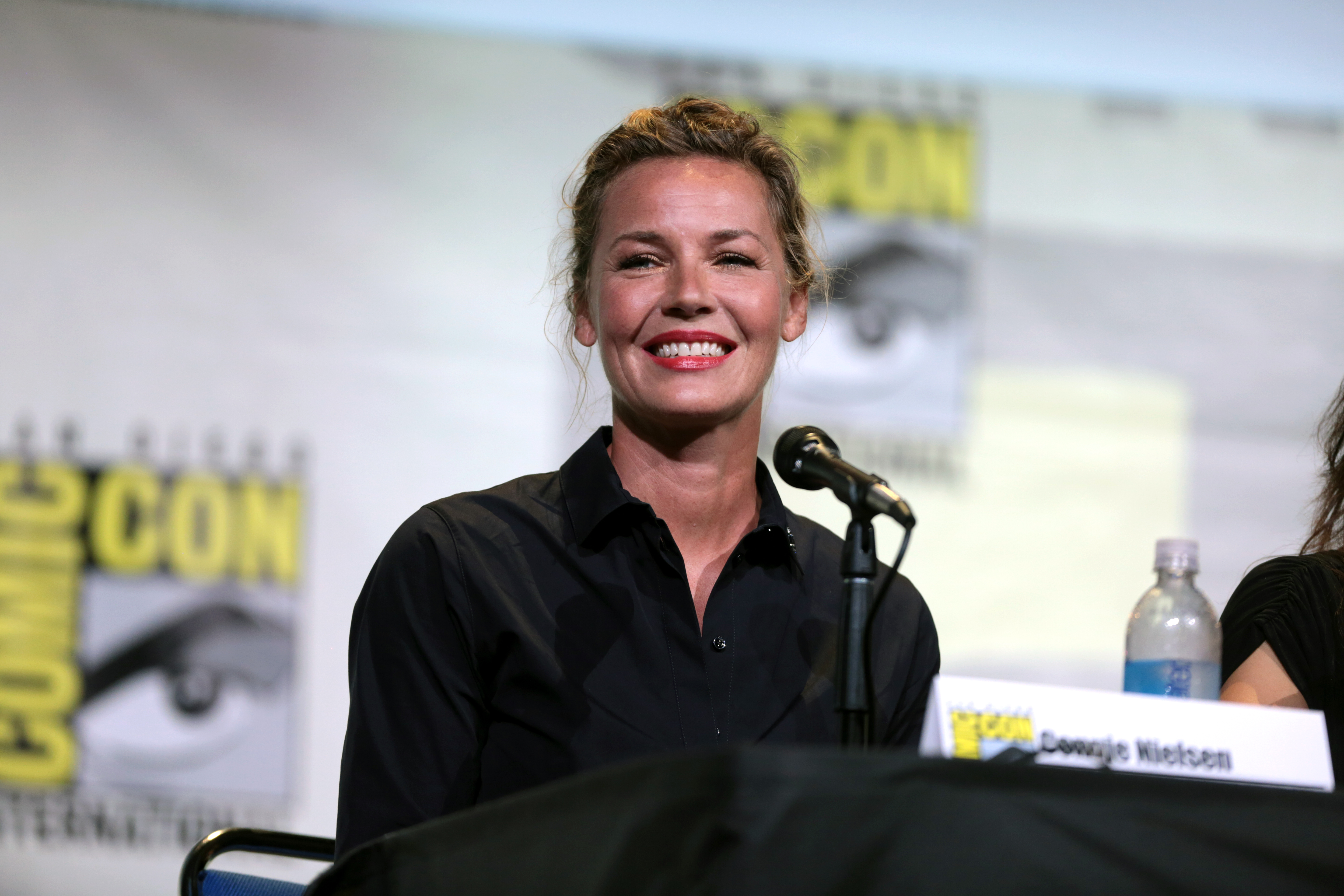
Connie Nielsen, interprète de Hippolyte au sein de 4 films du DCEU.

### Adaptations cinématographiques
- Wonder Woman (2017), Justice League (2017), Wonder Woman 1984 (2020) et Zack Snyder's Justice League (2021) : Hippolyte est incarnée par Connie Nielsen.

### Films d'animation
- Wonder Woman (2009) : Hippolyte est doublée par Virginia Madsen.
- Justice League: The Flashpoint Paradox (2013) : Hippolyte est doublée par Vanessa Marshall.

### Séries télévisées
- Wonder Woman (1975-1979) : Hippolyte est interprétée par Cloris Leachman, Carolyn Jones, et Beatrice Straight.
- Wonder Woman (2011) : Cette série, bien qu'un pilote ait été tourné, n'a jamais été diffusée. Hippolyte est interprétée par Ann Ogbomo.

### Séries télévisées d'animation
- La Ligue des justiciers (2001-2004) et Justice League Unlimited (2004-2006) : Hippolyte est doublée par Susan Sullivan.
- Young Justice (2010) : Hippolyte est doublée par Maggie Q.
- DC Super Hero Girls (2019) : Hippolyte est doublée par Grey Griffin.

### Jeux vidéo
- DC Universe Online (2011) : Hippolyte apparaît dans plusieurs missions et contenus téléchargeables.
- Injustice: Gods Among Us (2013) et Injustice 2 (2017) : Hippolyte est mentionnée dans l'histoire.
- Lego DC Super-Villains (2018) : Hippolyte est un personnage jouable.